# کاوشگر پیوندی
کاوشگر پیوندی (به انگلیسی: Hybridization probe) در زیست‌شناسی مولکولی قطعه‌ای از دی‌ان‌ای یا آران‌ای با طول متفاوت (معمولاً با طول ۱۰۰ تا ۱۰۰۰ باز) است که توسط مواد رادیواکتیو یا فلورسانس نشاندار شده و برای تشخیص حضور یا عدم حضور رشته نوکلئوتیدی مکمل توالی کاوشگر به کار می‌رود. با این روش کاوشگر با اسید نوکلئیک تک‌رشته‌ای پیوند برقرار می‌کند که توالی بازهای آن قابل جفت‌شدن با توالی خودش هستند. کاوشگر نشاندارشده ابتدا توسط گرما یا مواد قلیایی به دی‌ان‌ای تک‌رشته‌ای واسرشته شده و سپس روی غشایی ساکن یا درجا با دی‌ان‌ای هدف (روش لکه جنوبی) یا آران‌ای هدف (روش لکه شمالی) پیوند برقرار می‌کند.
برای شناسایی پیوند کاوشگر با دنبالهٔ هدف آن، این کاوشگر با نشانگرهای مولکولی رادیواکتیو و اخیراً فلورسنت نشاندار می‌شود. نشانگرهای متداول ۳۲P (یک ایزوتوپ رادیواکتیو فسفر) و دیگوکسیژنین (یک پادتن غیر رادیواکتیو) هستند.

## چند نمونه از کاوشگرها
- کاوشگرهای Scorpion®
- کاوشگرهای Molecular Beacon
- کاوشگرهای TaqMan®
- کاوشگرهای LNA®
- کاوشگرهای CPT